# Cilette Ofaire
Cilette Ofaire, eigentlich Cécile Houriet (* 13. Januar 1891 in Couvet; † 11. Dezember 1964 in Sanary-sur-Mer, Côte d’Azur) war eine Schweizer Schriftstellerin.

## Leben
Cilette Ofaire wurde 1891 als Cécile Houriet im neuenburgischen Couvet in der wohlhabenden dörflichen Oberschicht geboren. Als sie drei Jahre alt war, starb ihre Mutter an Tuberkulose. Die unglückliche Kindheit unter der Stiefmutter machte sie später mehrmals literarisch zum Thema. Nach Abschluss der Volksschule in Couvet besuchte sie die Handelsschule in Neuenburg. Neben der kaufmännischen Ausbildung wandte sie sich der bildenden Kunst zu. Von 1907 bis 1908 besuchte sie die Kunstgewerbeschule in Basel. Aus gesundheitlichen Gründen verbrachte sie 1908 ein Jahr in Davos. Danach kehrte sie nach Neuenburg zurück und widmete sich ganz der Kunst. Von 1909 bis 1912 arbeitete sie im Atelier des englischen Glasmalers und Mosaikkünstlers Clement Heaton in Corcelles-Cormondrèche. Hier traf sie erneut auf den Künstler Charles Hofer, den sie bereits von Basel her kannte. Im Jahr 1914 vermählte sich Ofair mit Hofer und folgte ihm nach Paris, wo ihr Mann als Freiwilliger bis 1916 in der französischen Armee diente.
1923 erwarb das Künstlerpaar in Hamburg das Wohnboot San Luca. Zusammen reisten sie auf Kanälen und auf Flüssen in Deutschland und Holland und organisierten vom Schiff aus verschiedene Ausstellungen. Ab 1924 führte Cilette Ofaire das Bordtagebuch. Mit einem Segelboot (San Luca II) reiste das Paar 1926 von Amsterdam ins Mittelmeer und ging in Italien an verschiedenen Orten an Land.
Nach der Trennung von ihrem Mann setzte sie bis 1936 ihre Schiffsreisen fort, liess sich danach in Valletta, 1940 dann in Sanary-sur-Mer nieder. Die Reisen inspirierten sie zu den Romanen Le San Luca par canaux et rivières (1934) und L’Ismé (1940, dt. Übersetzung 1948). In den autobiografischen Erzählungen Sylvie Velsey (1938), Chemins (1945), La place (1961) und Un jour quelconque (1956) ist Sylvie, eine Doppelgängerin der Schriftstellerin, auf der Suche nach Weisheit und Mitgefühl.

## Werke
- Le San Luca par canaux et rivières. Paris 1934.
  - The San Luca. New York 1935.
- Sylvie Velsey. Paris 1938.
- L’Ismé. Lausanne 1940; Paris 1942.
  - Ismé. Sehnsucht nach Freiheit. Frauenfeld 1988; Neuauflage ebenda 2020.
- Chemins. Paris 1945; Éditions Plaisir de Lire, Lausanne 2009.
- Un jour quelconque. Paris 1956; Lausanne 2007.
- L’Étoile et le Poisson. Lausanne 1949.

## Ehrungen
- L’Ismé erhielt den Prix Schiller im Jahr 1942.
- 1951 zeichnete die Fondation Schiller Cilette Ofaire für ihr Gesamtwerk aus.